# Alternaria iridiaustralis
Alternaria iridiaustralis är en svampart som beskrevs av E.G. Simmons, Alcorn & C.F. Hill 2007. Alternaria iridiaustralis ingår i släktet Alternaria och familjen Pleosporaceae.   Inga underarter finns listade i Catalogue of Life.